# 槙あやな
槙 あやな（まき あやな、1988年7月15日 - ）は、TBSスパークル（旧：キャスト・プラス）に所属する日本のフリーアナウンサー。

## 人物・経歴
- 佐賀県鳥栖市[2]出身。身長167cm。福岡女子大学文学部卒業[1]。
- 趣味はミュージカル鑑賞、マラソンほか[1]。
- 2010年、ミス・インターナショナル日本代表候補として出場するも、受賞はならなかった[1][3]。
- 2011年4月から2年間、NHK長崎放送局キャスター。同局では「槙 彩那（読み方は同じ）」名義で活動。
- 2013年4月から上京して3年間、TBSニュースバードキャスター。槙いわく、九州の外に出て生活すること自体初めてとのこと[1]。同年10月からはニュースバード内「CBS60ミニッツ」にも半年間、案内役として出演。

## その他の活動
- BS11『耳より！Bizトレンド』ナビゲーター（2016年10月 - 放送中　毎週金曜日よる9時54分～10時00分[4]）
- BS-TBS『満足!トレンドナビ』リポーター（不定期）
- 『第2回ブラジル音楽フェスティバル』ステージMC（2015年10月3日、日比谷公会堂）[5]
- 丸の内キャリア塾スペシャルセミナー『チャレンジ!おいしいふくしま in 丸の内』コーディネーター（2015年11月20日、丸ビルホール）[6]
- TOKYOインフォメーション（TOKYO MX） - 木・金曜日担当（2016年10月 - 2019年3月29日）